# Аржантон (река)
Аржантон (фр. Argenton) је река у Француској. Дуга је 71 km. Улива се у Туе. 